# Scheimpflug-Nunatak
Der Scheimpflug-Nunatak ist ein rund 400 m hoher Nunatak an der Danco-Küste des Grahamlands im Norden der Antarktischen Halbinsel. Auf der Arctowski-Halbinsel ragt er an der Mündung des Deville-Gletschers in die Andvord Bay auf.
Der Falkland Islands Dependencies Survey kartierte ihn anhand von Luftaufnahmen der Hunting Aerosurveys Ltd. aus den Jahren von 1956 bis 1957. Das UK Antarctic Place-Names Committee benannte ihn 1960 nach dem österreichischen Geodäten Theodor Scheimpflug (1865–1911), einem Pionier der Luftbildmessung.